# Helicopsyche curvipalpia
Helicopsyche curvipalpia là một loài Trichoptera trong họ Helicopsychidae. Chúng phân bố ở miền Tân bắc.